# Emma Meesseman
Emma Meesseman, née le 13 mai 1993 à Ypres (Belgique), est une joueuse belge de basket-ball évoluant au poste de pivot.

## Biographie
Meesseman est la fille de Sonja Tankrey, une ancienne joueuse internationale de basket-ball.
Après avoir débuté à 16 ans en équipe nationale belge, elle s'affirme dès l'année suivante comme la leader de l'équipe.
À 16 ans, elle est désignée meilleure joueuse espoir du championnat belge. 
À l'âge de 17 ans, elle est nommée meilleure joueuse du championnat belge. C'est la première fois depuis 28 ans, et le trophée remporté par sa mère, qu'une joueuse belge est élue meilleure joueuse du championnat avec des moyennes de 18 points (54 %) et de 11 rebonds par match.
Elle est élue meilleure joueuse de l'Euro juniors 2011, son équipière Julie Vanloo étant également dans le meilleur cinq, remporté par la Belgique.
En février 2012, elle est nommée meilleure jeune joueuse de basket-ball européenne de l'année 2011.
En 2011, à Ypres, elle cumule 18 points, 11 rebonds, 2,5 contres par match en 18 matches. L'année suivante, elle tourne à 19,4 points (59 % de réussite à 2 points), 9,3 rebonds, 2 passes et 1,7 contre par match sur 7 matches en championnat et 14,8 points, 8,6 rebonds en moyenne pour 8 matches d'Eurocoupe. À l'été 2012, elle signe pour deux saisons avec Villeneuve-d'Ascq, prêtée par le club russe de Spartak région de Moscou, qu'elle doit rejoindre à la fin de ses études. Elle est élue meilleure joueuse espoir de la LFB pour 2012-2013.
Elle remporte son premier titre en Euroligue en 2016 avec UMMC Iekaterinbourg qui dispose 72 à 69 d'Orenburg, puis récidive en 2018 avec 19 points, 9 rebonds et 5 passes qui font d'elle ma meilleure joueuse de la finale.
Le club atteint la finale de l'Euroligue 2018.
Elle est élue dans le meilleur cinq du tournoi olympique de 2020 et du tournoi olympique 2024.
Elle remporte la médaille d'or et elle est élue MVP du tournoi au championnat d'Europe 2023 et au championnat d'Europe 2025. Elle devient la première joueuse à remporter 2 fois le titre de MVP du tournoi.

### WNBA
En avril 2013, elle est draftée au second tour par les Mystics de Washington. Pour sa première saison en WNBA, la franchise dirigée par Mike Thibault vise le retour en plays-offs alors que sur un plan individuel la rookie belge dispose d'un temps de jeu conséquent. « Je suis vraiment contente d’avoir la confiance du coach (...) Cette saison sera pour moi l’occasion de me familiariser avec le jeu américain, de gagner en confiance, et de créer une bonne dynamique avec les filles de l’équipe. ». Lors de sa seconde saison, elle devient un élément majeur des Mystics, réussissant un nouveau record en carrière avec 16 points face au Sky de Chicago en juin. Mettant fin à une série six victoires consécutives du Sun, elle est la meilleure marqueuse des Mystics avec 22 points (son nouveau record personnel) additionnés de 13 rebonds dans une victoire par 69 points à 63 le 27 juin 2014.
Elle développe une forte complicité avec sa coéquipière en WNBA et aussi en Russie Stefanie Dolson. Très expressive, cette dernière a appris à la belge à mieux se faire comprendre de son équipe sur le terrain, bien qu'elle porte des appareils auditifs à chaque oreille.
Les performances des Mystics la font sélectionner de même que Stefanie Dolson au WNBA All-Star Game 2015.
Lors de la saison WNBA 2016, elle est nommée meilleure joueuse de la semaine pour la première fois de sa carrière le 13 juin. Sur cette semaine (une victoire face aux Mystics et une défaite contre le Lynx invaincu), elle mène sa division aux points (21,0) et aux rebonds (9,5).
Elle annonce qu'elle ne jouera pas la saison WNBA 2018 avec les Mystics pour donner la priorité à la préparation de la sélection nationale belge pour la Coupe du monde 2018.
En 2019, elle revient en WNBA et réussit à gagner le titre auprès de sa coéquipière, Elena Delle Donne. Cette dernière reçoit le titre de MVP de la saison régulière. Emma Meesseman, elle, est nommée MVP des Finales WNBA 2019.
En février 2020, les Washington Mystics annoncent qu'Emma Meesseman a signé pour une saison supplémentaire avec la franchise de la capitale américaine.
Le 24 juillet 2024, elle est nommée porte-drapeau de la Belgique aux Jeux olympiques d'été de 2024 à Paris aux côtés du cavalier Jérôme Guéry.

Emma Meesseman
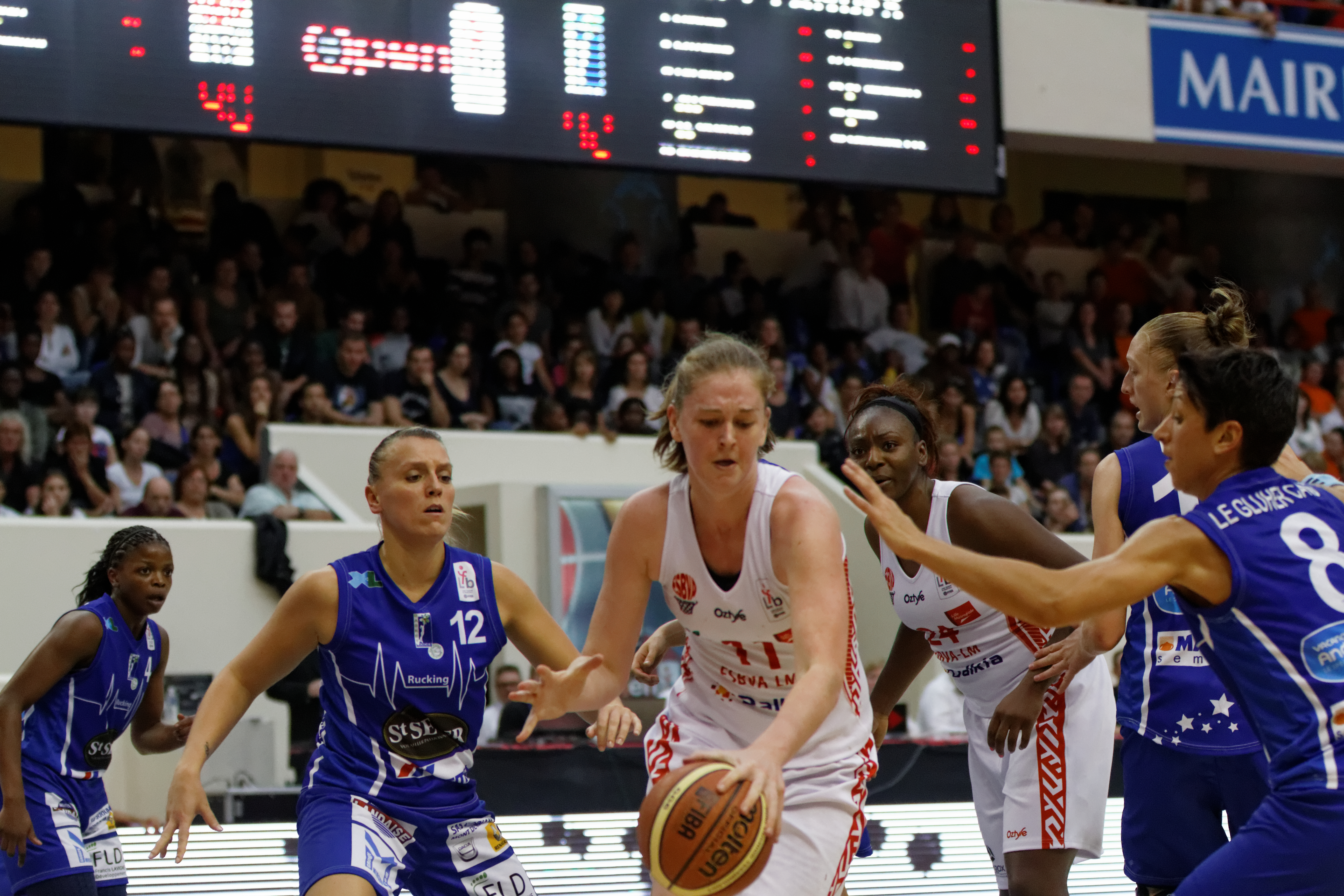
En attaque.
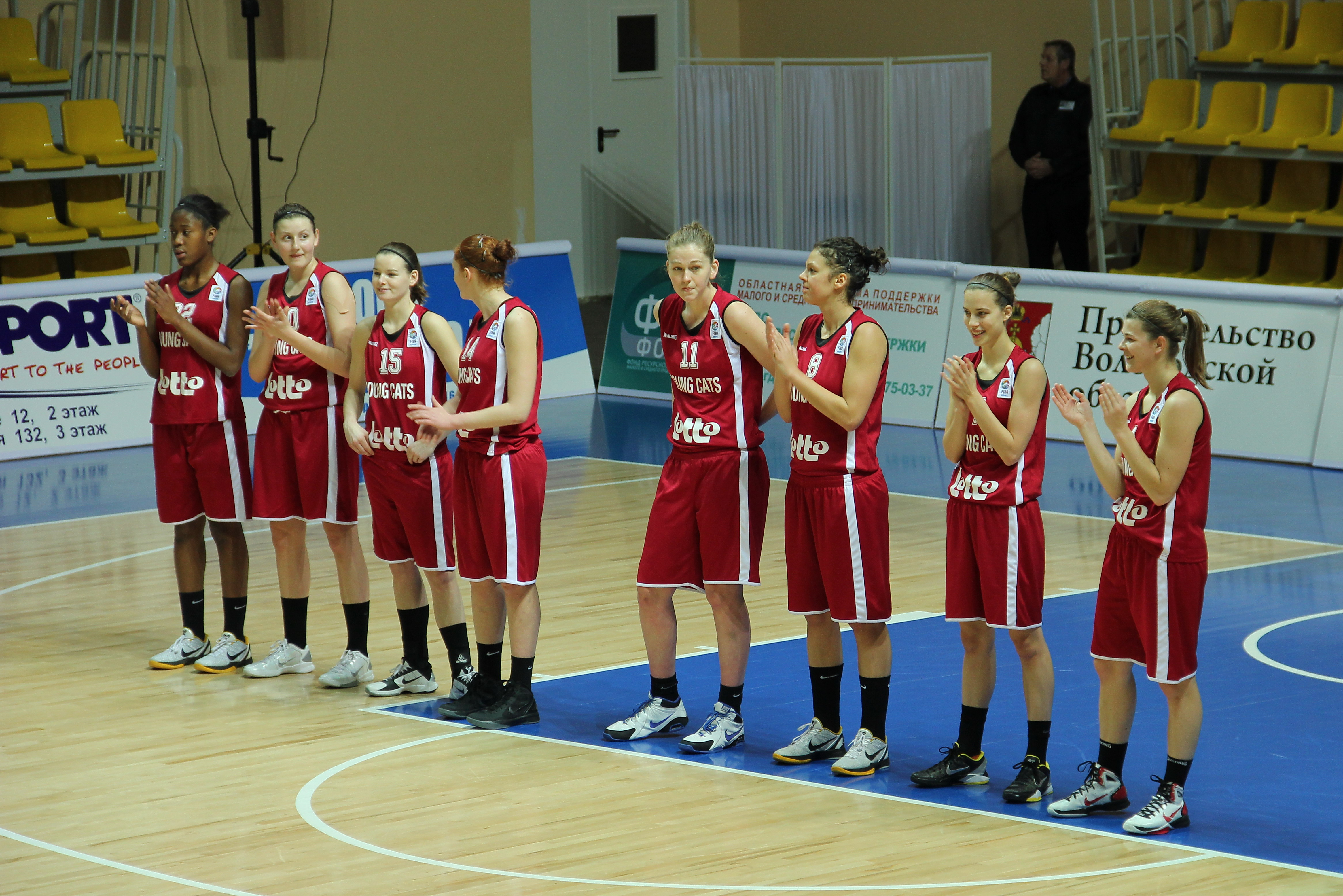
Avec Ypres (n°11).
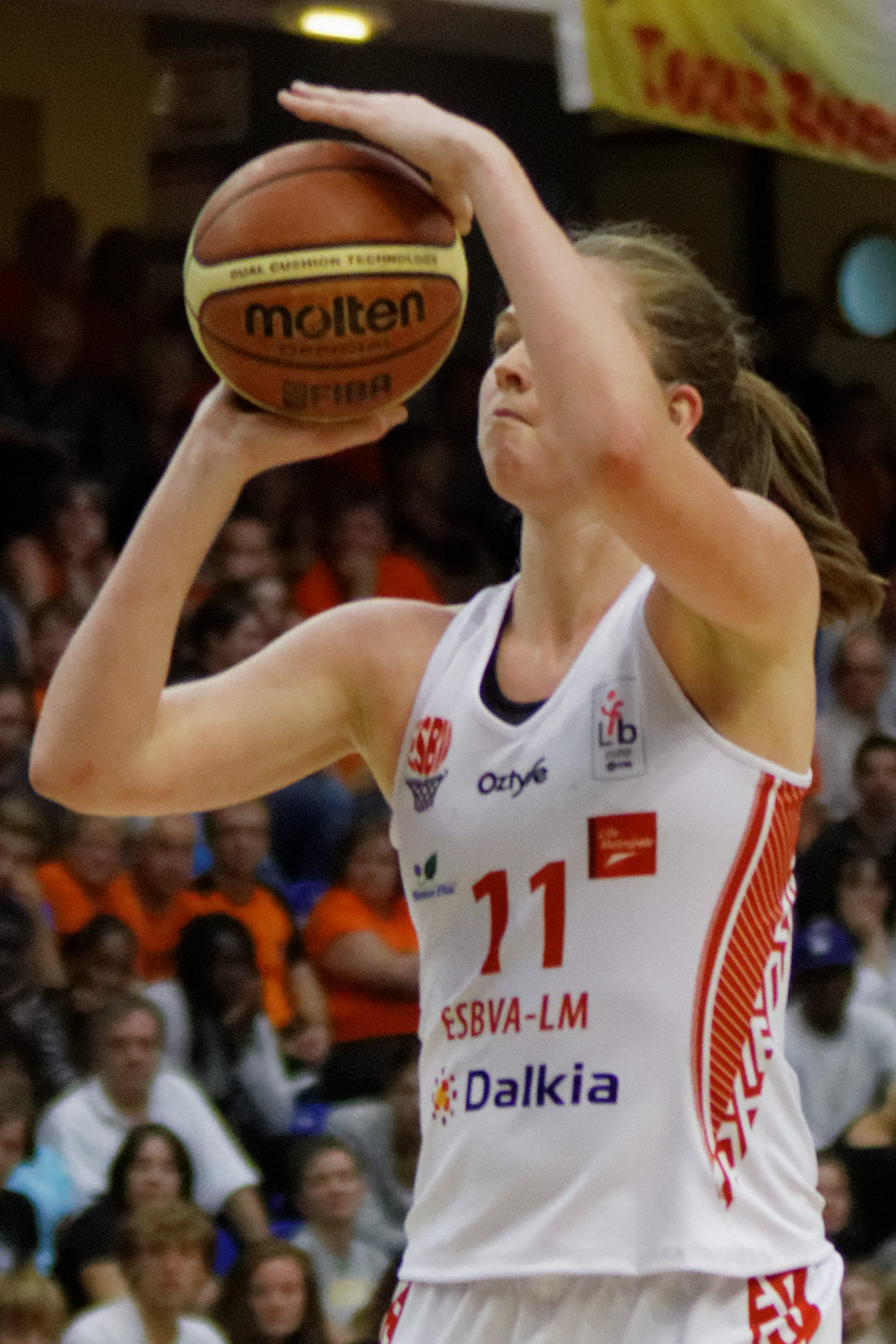
Au panier.
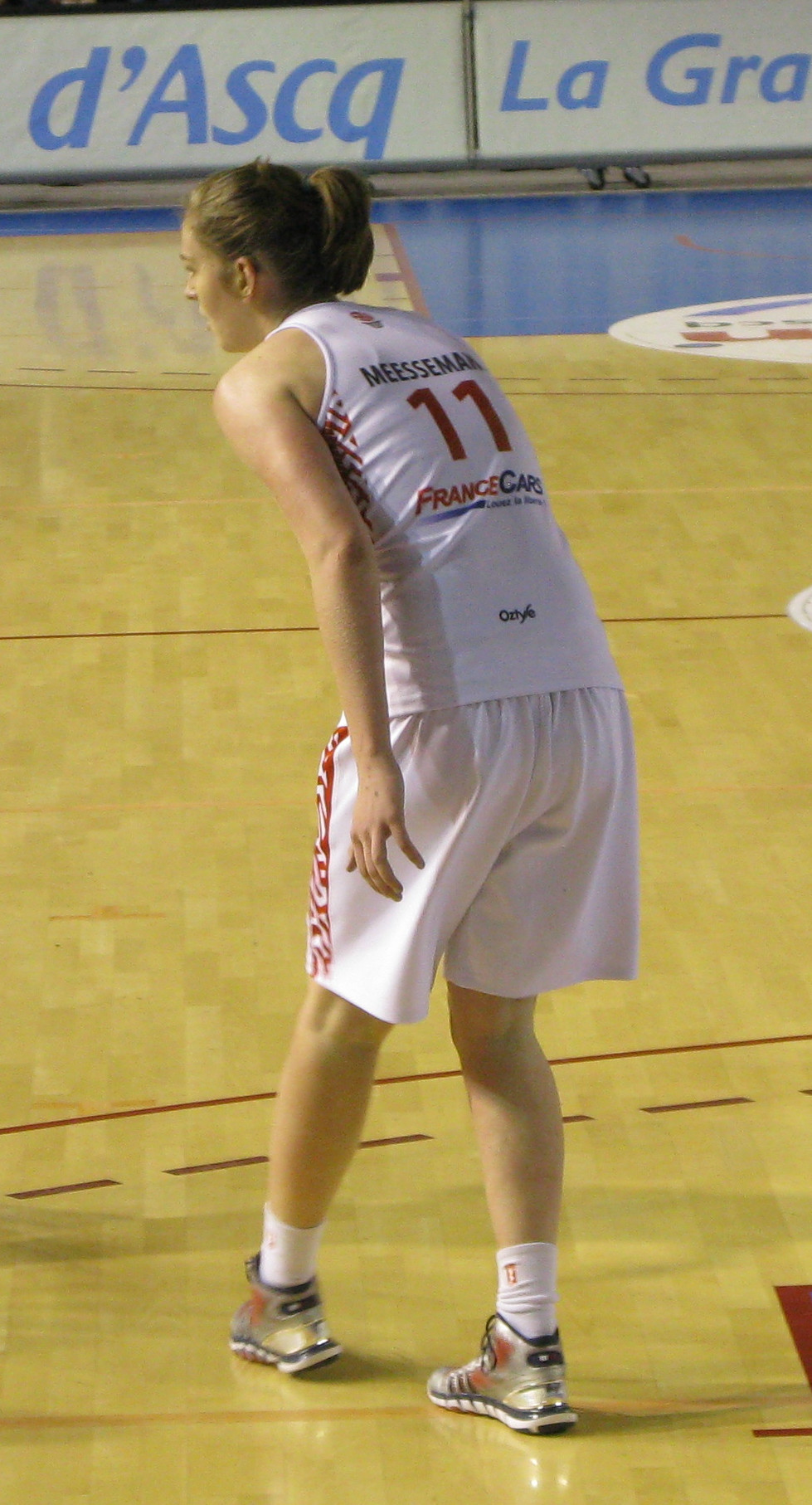
En défense.

## Palmarès, distinctions et records

### Palmarès
Palmarès avec sa sélection nationale
- 4e place du Mondial Cadettes (U17) en 2010
- Euro juniors (U18) en 2011
- Médaille de bronze au Championnat d'Europe de basket-ball féminin 2017
- Médaille de bronze au Championnat d'Europe de basket-ball féminin 2021
- Médaille d'or au Championnat d'Europe de basket-ball féminin 2023
- Médaille d'or au Championnat d'Europe de basket-ball féminin 2025

En club :
- Vainqueur de l'Euroligue 2016[9], 2018[10], 2019 et 2020.
- Finaliste de la Coupe de France en 2014
- Championne WNBA 2019
- Championne de Russie 2016
- Championne de Russie 2017
- Championne de Russie 2018
- Championne de Russie 2019
- Championne de Russie 2020

### Distinctions personnelles
- MVP du championnat belge 2010-2011
- MVP de l'Euro juniors 2011[6]
- Meilleure jeune joueuse européenne en 2011
- Sélection au WNBA All-Star Game 2015
- MVP du Final Four Euroligue féminine de basket-ball 2017-2018
- Elue dans le meilleur cinq de la Coupe du monde féminine de basket-ball 2018
- MVP des Finales WNBA 2019
- Géant flamand (nl) 2019.
- Joyau du sport flamand (nl) 2019.
- MVP du Tournoi de qualification Olympique (Ostende) 2020[24]
- Désignée Meilleur cinq de l'Euroligue : 2020[25]
- Sportive belge de l'année 2020
- Meilleur cinq du Championnat d'Europe 2021
- Meilleur cinq du Tournoi olympique de 2020[11].
- MVP de Euroligue 2022-23
- MVP du Championnat d'Europe de basket-ball féminin 2023
- Meilleur cinq du Championnat d'Europe de basket-ball féminin 2023
- Meilleur cinq du Jeux olympiques de 2024[12]
- MVP du Championnat d'Europe féminin de basket-ball 2025
- Meilleur cinq du Championnat d'Europe féminin de basket-ball 2025

## Pour approfondir